# Huit Nuits folles d'Adam Sandler
Pour plus de détails, voir Fiche technique et Distribution.
Les 8 Folles Nuits d'Adam Sandler (Eight Crazy Nights), ou Huit Nuits folles d'Adam Sandler au Québec, est un film de Noël d'animation américain réalisé par Seth Kearsley, sorti en 2002.

## Synopsis
David Stone, jeune homme de 33 ans agressif et vulgaire qui fait le mal autour de lui, est détesté de tous, y compris sois-même. Il échappe de peu à la prison pour ne pas avoir payé sa note de restaurant et avoir échappé à la police. Étant donné que c'est la période de Noël, le juge lui offre une dernière chance de se racheter en lui demandant d'entraîner les Knicks, une petite équipe new-yorkaise de basket-ball. David accepte à contre-cœur pour éviter la prison et se voit bientôt aidé par Whitey Duvall, un vieil entraîneur déformé et excentrique. La collaboration entre les deux hommes ne va pas être facile.

## Fiche technique
- Titre original : Eight Crazy Nights
- Titre français : Les 8 Folles Nuits d'Adam Sandler
- Titre québécois : Huit Nuits folles d'Adam Sandler
- Réalisation : Seth Kearsley
- Pays d'origine : États-Unis
- Genre : film d'animation - Comédie dramatique
- Durée : 73 minutes
- Date de sortie : 17 décembre 2002
- DVD : Sorti le 21 octobre 2003 chez l'éditeur "Sony Pictures Entertainment"

## Distribution

### Voix originales
- Adam Sandler : David Stone, Whitey, Eleanore & Deer
- Jackie Sandler : Jennifer
- Rob Schneider : le narrateur, le serveur chinois
- Jon Lovitz : Tom Baltezor
- Ann Wilson : La mère de David

### Voix françaises
- Serge Faliu : David Stone
- Patrice Dozier : Whitey Duvall
- Lucie Dolène : Eleanore Duvall
- Celine Monsarrat : Jennifer Friedman
- Chantal Macé : Jennifer Friedman enfant / un soldat de KB Toys
- Jackie Berger : Benjamin Friedman
- Boris Rehlinger : Mr. Chang / l'arbitre de Foot Locker (voix parlées)
- Lionel Tua : le narrateur
- Guy Chapellier : le maire Dewey
- Jérôme Pauwels : Brill / la bouteille GNC
- Pierre-François Pistorio : Mr. Chang / l'arbitre de Foot Locker (voix chantées)
- Patrice Schreider : fauteuil de The Sharper Image / la tasse de Coffee Bean & Tea Leaf (voix chantées)
- Daniel Beretta : le panda de Panda Express / la bouteille GNC / l'amateur de football (voix chantées)
- Naiké Fauveau : les soldats de KB Toys / la robe Victoria's Secret (voix chantées)
- Claude Lombard : la mère de Davey / la boîte See's Candies (voix chantées)
- Charlotte Marin
- Richard Groulx
- Jean-Claude Balard
- Pascal Casanova
- Véronique Alycia
- Margareta Bluet
- Daniel Jean-Colloredo
- Tony Joudrier
- Fily Keita
- Dorothée Pousséo
- Jérémy Prévost

 Sauf indication contraire ou complémentaire, les informations mentionnées dans cette section proviennent du générique de fin de l'œuvre audiovisuelle présentée ici.